# Uddevalla (đô thị)
Đô thị Uddevalla  (Uddevalla kommun) là một đô thị ở hạt Västra Götaland phía tây Thụy Điển. Thủ phủ là thành phố Uddevalla.

## Bối cảnh lịch sử
Bắt nguồn từ một phần của Na Uy, Uddevalla trở thành lãnh thổ Thụy Điển theo hiệp định hòa bình Roskilde năm 1658.
Thành phố này đã trải qua sự phát triển đáng kể trong thế kỷ 18 nhờ ngành đánh cá herring, trở thành trung tâm chính cho ngành công nghiệp này ở Bohuslän. Sự bùng nổ kinh tế này cũng dẫn đến việc thành lập đội tàu thương mại lớn thứ ba ở Thụy Điển, sau Stockholm và Gothenburg.
Thế kỷ 19 chứng kiến sự suy giảm của ngành công nghiệp herring, dẫn đến thách thức kinh tế. Tuy nhiên, thành phố đã phục hồi nhờ sự xuất hiện của các ngành công nghiệp mới, đáng chú ý là việc thành lập xưởng đóng tàu Uddevallavarvet vào năm 1945.
Đô thị hiện nay được thành lập trong cuộc cải cách chính quyền địa phương năm 1974 khi thành phố Uddevalla (đô thị được bổ sung Bäve năm1945) được hợp nhất với các đô thị xung quanh là Forshälla, Lane-Ryr, Ljungskile, Skredsvik và một số khu vực của Skaftö.

## Các trung tâm dân cư
- Ammenäs
- Fagerhult
- Herrestad
- Hogstorp
- Ljungskile
- Sunningen
- Uddevalla (thủ phủ)